# Рот, Андреас
Андреас Рот (нем. Andreas Roth; 1 ноября 1871 или 1871, Оксенфурт, Нижняя Франкония — 5 декабря 1949, Лос-Анджелес, Калифорния) — американский художник немецкого происхождения.

## Жизнь и творчество
Родился в 1872 году в баварском городе Kleinochsenfurt (по другим данным в 1871 году) в семье Йоханнеса Рота (1835—1904) и Анны Марии Ульрих (1842—1910).
В ноябре 1897 года уехал в Мюнхен, где обучался живописи в Мюнхенской академии искусств. Покинул Германию в 1932 году и эмигрировал в США. Осел в Лос-Анджелесе, где создал собственный дом-студию. Часто посещал Европу, где его особенно вдохновляли пейзажи северной Италии. Активно работал вплоть до своей смерти 5 декабря 1949 года.
Андреас Рот известен как мастер пейзажа, большинство работ которого посвящены побережью Калифорнии. Некоторые работы художника находятся в музеях США.

### Семья
С 1912 года Андреас Рот был женат на Матильде Спекбахер (1884—1958); в этом же году у них родился сын Герман (умер в январе 1931 года от пневмонии). После отъезда в США в Германии остался его сын Альбин.